# Rotra
Rotra is een Nederlands logistiek dienstverlener, die met haar hoofdkantoor is gevestigd in Doesburg (Gelderland). Het familiebedrijf werd opgericht in 1909 en heeft meerdere vestigingen in Nederland en België. In de late jaren 2010 is het logistieke bedrijf getransformeerd tot digitaal expediteur voor wereldwijde zee- en luchtvracht. Bij het 100-jarig jubileum op 7 oktober 2009 kreeg Rotra het predicaat koninklijk toegekend door koningin Beatrix.

## Geschiedenis

### Roelofsen Transport
In 1909 begon Roelofsen het transportbedrijf H.W. Roelofsen in Doesburg aan de Contre Escarpe. Het eerste vervoer ging met paard-en-wagen. Eind jaren 1920 werd de eerste vrachtwagen aangekocht. Deze werd ingezet bij werkzaamheden aan de weg tussen de Gelderse plaatsen Dieren en Brummen. Omstreeks 1935 zette de tweede generatie Roelofsen de werkzaamheden voort en legde zich verder toe op verhuizingen, lijndiensten en vervoer voor de regionale industrie. In 1943 verhuisde het bedrijf naar de Kerkstraat in Doesburg.

### Tweede Wereldoorlog en verder
Tijdens de Tweede Wereldoorlog wist Roelofsen drie wagens voor de Duitse bezetter te verbergen in een hooimijt. Hiermee kon hij na de oorlog de werkzaamheden hervatten.
De firma verhuisde in 1949 naar de Paardenmarkt in Doesburg. Vanaf 1959 werd een start gemaakt met internationaal vervoer met tankauto's voor de Humber Oliemaatschappij te Amsterdam. Het tankvervoer werd enige jaren later ondergebracht in een aparte nv en ten slotte verkocht aan de Humber.
Tussen 1965 en 1968 trad de derde generatie Roelofsen in dienst waarna in 1970 wordt gestart met het vervoer van 'normale' koopmansgoederen van en naar met name Duitsland en Italië waar Rotra later eigen vestigingen opende. In 1975 verhuisde Roelofsen Transport naar de Broekhuizerweg, het industriegebied van Doesburg.

### Nieuwe naam
In 1982 werd besloten de naam Rotra (een samenvoeging van Roelofsen Transport) te gaan voeren vanwege plannen voor verdere internationale uitbreiding van activiteiten. Deze naam werd gekozen omdat hij ook voor niet Nederlanders goed is uit te spreken. In hetzelfde jaar werden expeditiekantoren geopend op Schiphol en in Rotterdam voor wereldwijde lucht- en zeevrachttransporten. Later in de jaren 90 werden Air&Ocean vestigingen gevestigd in de Belgische steden Brussel en Antwerpen.
In 1985 startte Rotra als een van de eersten met de zogenaamde 'modal shift': het plaatsen van groepage opleggers op de trein vanaf Emmerik (Duitsland) naar Italië. In 1987 werd wegens uitbreiding een nieuw kantoor betrokken in Doesburg aan de Verhuellweg, waar in 1996 tevens een extra hoogbouwmagazijn verrees. Tussen 2003 en 2005 vond een overdracht van aandelen plaats van de derde naar de vierde generatie Roelofsen.
In 2009, bij het 100-jarig jubileum, waren 425 mensen werkzaam bij Rotra, verdeeld over de vijf vestigingen: Doesburg, Rotterdam, Schiphol-Oude Meer, Antwerpen en Brussel. 

### Uitbreiding activiteiten
Op 12 februari 2010 werd door Rotra een intentieovereenkomst getekend met de Franse holding Giraud SA over de overname van Gillemot NV per 31 maart 2010. Deze Belgische onderneming was sinds 1937 actief als logistiek dienstverlener en telde in 2010 125 medewerkers. In juni 2014 nam Rotra de activiteiten van het failliete Veurink International over. Hiermee groeide Rotra naar 750 medewerkers.
In september 2014 kocht Rotra een stuk grond van ruim 13 hectare op een locatie nabij de A12 bij Arnhem. In 2016 opende Rotra een eigen containerterminal bij zijn vestiging in Doesburg. De containerterminal is sinds begin 2017 operationeel. Deze terminal is voorzien van een multimodaal lng-vulstation dat wordt gebruikt voor het afvullen van zowel binnenvaartschepen als vrachtwagens op lng. 

### Verkoop wegtransport en logistiek
Op 19 november 2019 werd bekendgemaakt dat Rotra zich, met de verkoop van de divisies wegtransport en logistiek, als digitaal expediteur toelegt op de verdere uitbouw van haar zee- en luchtvrachtactiviteiten. Het logistieke familiebedrijf heeft al enige jaren fors geïnvesteerd in de ontwikkeling van een digitaal platform voor haar klanten en partners (rotraNext) en is daarmee getransformeerd tot digitaal expediteur. Rotra blijft met haar hoofdkantoor actief op een andere locatie in Doesburg en met zee- en luchtvrachtvestigingen in Amsterdam, Rotterdam, Brussel en Antwerpen.